# Volvo Women's Open 2001
Volvo Women's Open 2001 — жіночий тенісний турнір, що проходив на відкритих кортах з твердим покриттям у Паттаї (Таїланд). Належав до турнірів 5-ї категорії в рамках Туру WTA 2001. Відбувся водинадцяте і тривав з 5 до 11 листопада 2001 року. Сьома сіяна Патті Шнідер здобула титул в одиночному розряді й отримала 16 тис. доларів США.

## Фінальна частина

### Одиночний розряд
Патті Шнідер —  Генрієта Надьова, 6–0, 6–4
- Для Шнідер це був 1-й титул в одиночному розряді за сезон і 7-й — за кар'єру.

### Парний розряд
Оса Карлссон /  Ірода Туляганова —  Лізель Губер /  Вінне Пракуся, 4–6, 6–3, 6–3